# Mezquitic
Mezquitic (del náhuatl: Miskiihtik ‘Dentro del mezquite’) es un pequeño pueblo de la Región Norte del estado de Jalisco, México. Se encuentra aproximadamente a 174 km al norte de Guadalajara. Su población también se caracteriza por ser casi en su mayoría de origen wixárika.

## Toponimia
La palabra Mezquitic proviene de la unión de los vocablos náhuatl, miskitl (mezquite) e ihtik (dentro); lo cual se interpreta como: "Dentro del mezquite". También puede interpretarse como "entre los mezquites" o "dentro del mezquital".

## Historia
Se desconoce la fecha exacta de su fundación pero es anterior al establecimiento del convento de San Juan Bautista de Mezquitic que se efectuó en 1616. Sus pobladores antes de la llegada de los españoles fueron diversas familias, entre ellas: coras, huicholes y zacatecas; estos pobladores formaron el primer régimen político de la región. Pertenecían al tlatoanazgo de Colotlán.
En 1530 esta región fue vista por el conquistador español Pedro Almíndez Chirinos del ejército de Nuño de Guzmán y en compañía de Francisco Verdugo hicieron el recorrido por Chichimequillas (Lagos y Aguascalientes), Zacatecas, Mezquitic, llegando a Tepic en 1531. La conquista definitiva de esta región fue en 1548.
Como los chichimecas seguían con su resistencia, el virrey Luis de Velasco procuró un advenimiento, fue a México uno de los caciques llamado Caldera quien a cambio de la promesa de recibir carne y maíz ofreció someterse, aceptóse la proposición de recibir bien a familias tlaxcaltecas que irían a colonizar, 100 de ellas fueron a radicar a Mezquitic. Es digno mencionar que chichimecas y tlaxcaltecas se conservaron independientes, sin mezclarse y conservando cada grupo sus usos y costumbres por mucho tiempo.
En 1704 cansados los indios de Nostic, cercano a Mezquitic, de los malos tratos del capitán Silva, se pusieron en comunicación con los de Colotlán para aprehenderlo declarándose en abierta rebelión. En 1720 recorrió esta región en conquista espiritual Fray Antonio Margil de Jesús del convento de Guadalupe Zacatecas.
La construcción del templo parroquial data del 21 de marzo de 1774 y el arreglo de cruceros y del coro de 1877. Su archivo parroquial conserva datos desde el 26 de noviembre de 1667. Antiguamente Mezquitic pertenecía al municipio de Huejuquilla el Alto, como consta en el decreto del Congreso del Estado del 9 de noviembre de 1861.
Se desconoce cuándo se le dio categoría de municipio pero ya aparece como tal en el decreto del 5 de mayo de 1880, por lo que se desprende que su autonomía como municipio se efectuó antes de esta fecha. En 1825 poseía ayuntamiento; el 3 de mayo de 1872 se establece departamento en el 8° cantón al que perteneció Mezquitic desde 1825 - formado por Huejuquilla el Alto y Mezquitic.

## Economía
El 25.73% de los habitantes se dedica al sector primario, el 47.58% al sector secundario, el 23.76% al sector terciario y el resto no se específica. El 25.43% de la población se encuentra económicamente activa. Las principales actividades económicas son: agricultura, ganadería y servicios.
- Turismo: Destacan los edificios coloniales, paisajes naturales y petroglifos.

- Explotación forestal: Se explotan varias clases de árboles.

- Minería. Cuenta con yacimientos de carbón vegetal.

- Comercio. Predominan las tiendas dedicadas a la venta de productos de primera necesidad y los comercios que venden artículos diversos en pequeña escala.

- Servicios. Se otorgan servicios técnicos, personales, comunales, sociales, profesionales y de mantenimiento.

- Agricultura: De los cultivos agrícolas destacan el maíz, y el sorgo; así como árboles frutales como el aguacate, el guayaba y el mango.

- Ganadería: Se cría ganado bovino y porcino. Además de aves y colmenas.

- Industria: Destaca la industria manufacturera.

## Infraestructura
- EducaciónSierra de San Andrés Cohamiata, uno de los principales asentamientos de la cultura wixárika, ubicada en el municipio de Mezquitic, Jalisco.

Sierra de San Andrés Cohamiata, uno de los principales asentamientos de la cultura wixárika, ubicada en el municipio de Mezquitic, Jalisco.

El municipio cuenta con 31 preescolares, 67 primarias, 11 secundarias y 1  bachillerato.
- Salud

La atención a la salud es atendida por la Secretaría de Salud, el Instituto Mexicano del Seguro Social, el Instituto de Seguridad y Servicios Sociales de los Trabajadores del Estado y por médicos particulares. El Sistema para el Desarrollo Integral de la Familia (DIF) se encarga del bienestar social. Recientemente el gobernador del Estado de Jalisco inauguró el nuevo centro de salud, pues el anterior había quedado rebasado. En la cabecera municipal hay entre siete u ocho médicos y cuatro dentistas.  
- Deporte

Cuenta con centros deportivos, en los que se practica: fútbol, voleibol y baloncesto (basquetbol);. Además posee centros culturales, plaza, parques, jardines, biblioteca, centro social, lienzo charro y centros recreativos. 
- Vivienda

Según el II Conteo de Población y Vivienda, cuenta con 3320 viviendas, las cuales generalmente son privadas. El 35,42 % tiene servicio de electricidad, el 24,40 % tiene servicio de drenaje y agua potable. Su construcción es generalmente a base de mortero de cemento, ladrillo o madera.
- Servicios

El municipio cuenta con servicios de agua potable, energía eléctrica, alcantarillado, alumbrado público, mercado, rastro, cementerios, vialidad, aseo público, seguridad pública y tránsito, parques, cementerio, jardines, centros recreativos y deportivos.
En cuanto a los servicios básicos, el 55,6% de los habitantes disponen de agua potable, el 23,5% de alcantarillado y el 40,5% de energía eléctrica.
- Medios y vías de comunicación

Cuenta con correo, teléfono, servicio de radiotelefonía, telégrafo, fax, señal de radio, televisión y celular. Hay acceso a Internet en la mayoría de banda ancha en casi todas las instalaciones oficiales como escuelas u oficinas gubernamentales. Hay servicio de red por la compañía Telcel, teléfono e Internet por medio de módem por Telmex. El transporte se efectúa a través de la carretera Guadalajara - Saltillo y Guadalajara - Malpaso - Zacatecas. Cuenta con una red de carreteras rurales que comunican las localidades. Hay autobuses públicos y vehículos de alquiler. Hay dos corridas de autobús a Guadalajara, 7:30 a. m. y 9:30 a. m., a Zacatecas hay a las 7:00 a. m. y 3:00 p. m.. De Guadalajara a Mezquitic también hay tres corridas que pueden ser abordadas en la Central Nueva de Guadalajara o en la terminal de Estrella Blanca ubicada a un lado de El Mercado del Mar en Zapopan. Los horarios son: 6:00 a. m., 9:00 a. m. y 12:00 p. m..

## Cultura

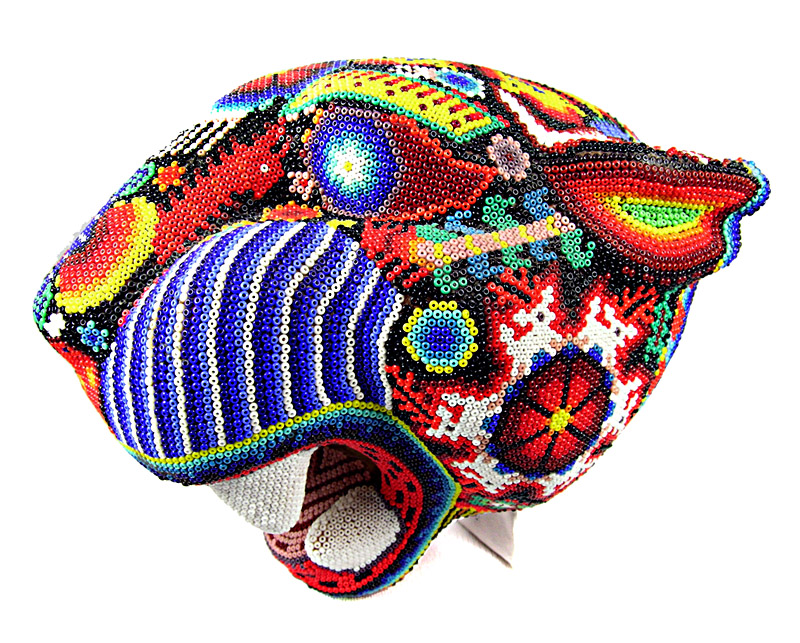
Artesanía huichola.

### Artesanías
Se elaboran huaraches y vestidos típicos huicholes en los que se utilizan hilos de variados colores, manta y tinturas. Estos trabajos textiles se distinguen por sus ricos y variados bordados, las dos técnicas más comunes son la de tejidos dobles y la del damasco.
Otros artículos artesanales de origen huichol, que destacan son los objetos ornamentales de chaquira (pulseras, aretes y collares), la elaboración de bolsas de lana y estambre;  la confección de tablas de estambre con motivos de animales y flores de la región mezclados con elementos geométricos; figuras en madera de diferentes animales forradas con cera de Campeche y chaquira de vistosos colores.
En menor proporción se elaboran los cintos piteados en vaqueta y artículos diversos con la misma técnica, como bolsas, billeteras, prendedores, entre otros.

### Gastronomía
De sus alimentos destacan los huachales, platillo preparado, a base de maíz y calabaza seca; la temachaca, corteza comestible de un árbol de la región; y los orejones, calabaza tierna deshidratada para su guiso.
Son ricos sus dulces de arepa, pan sin levadura y piloncillo; polvorones, pan dulce; melcochas, dulce de piloncillo; y chocolate enmarquetado en casa para autoconsumo y venta en pequeña escala. No pueden omitirse sus bebidas como el atole blanco; cuachalala, té de corteza de un árbol; y los toros, tequila cuarteado con refresco de cola.

### Tradiciones
Durante la celebración de su fiesta patronal se llevan a cabo peregrinaciones que parten de distintas localidades hacia la cabecera municipal. Además se realizan ejercicios espirituales, bautizos y primeras comuniones, además de un novenario que culmina con música, danza y quema de juegos pirotécnicos. Cuenta la leyenda que en este día ningún habitante puede entrar en la cocina de las casas, por lo que desde un día antes se hornea la comida que se ha de consumir durante la ceremonia.
Una semana anterior a la Cuaresma se realizan coleaderos y jaripeos amenizados por música de tambora y presenciados por la Reina de los Charros, quien premia a estos con chimales (flores) cuando ganan una competencia.

### Trajes típicos
Los trajes huicholes son distintivos de esta región. La indumentaria femenina consta de un rikuri (paño bordado) y quechquémetl (camisa y falda de manta bordada).
Los hombres usan camisa de manta decorada con extraordinarios diseños bordados y cubren sus hombros con un paño cuadrado finamente bordado, que termina con una franja roja; el pantalón o calzón huichol es una prenda bellamente bordada; la faja o ceñidor es de una rica variedad de diseños, elaborados con lana cruda teñida a mano por ellos mismos, o de estambre tejido en telar de cintura. Sobre la faja usan cinturones con bolsitas de manta con vistosos bordados; sus huaraches son de vaqueta y del tipo llamado “pie de gallo”.
Complementan el atavío, morrales de manta y lana bordados, un paliacate de vivos colores amarrado al cuello y un sombrero de palma burda (soyate) engalanado con bolas de estambre, cintas tejidas y adornos que cuelgan a la orilla del ala, como barboquejo se emplea una cinta angosta tejida.

### Pintura
En el palacio municipal existe un mural realizado en 1988 por el artista Luis Felipe de la Torre Roma, el tema del mural es la historia y futuro de Mezquitic.

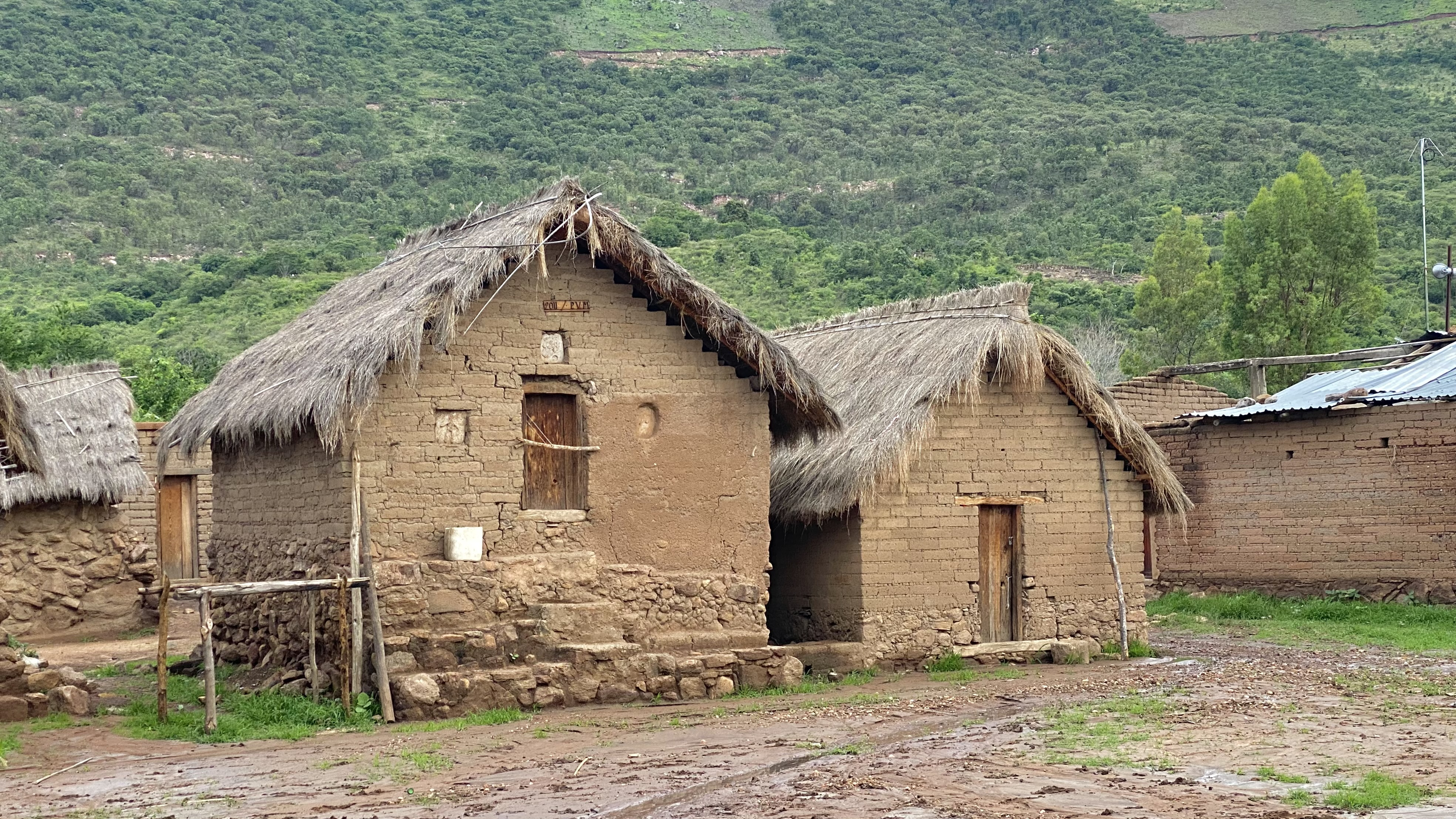
Centro ceremonial de Xawepa, de la comunidad de Santa Catarina Cuexcomatitlán.

### Sitios de interés
| Parques y reservas - La Mesa del Venado. - Sierra Cohamita. - Sierra De San Andrés. - Cabañas de San Andrés. - Cerro Prieto. | Ríos y lagunas - Laguna Agua Caliente. - Lagunas Grutas. - Río Petroglifos. - Río Bolaños. | - Laguna del maguey. - Arroyo del Tepehuaje. - Presa la Jocoyota. - Temoaya. - Barranca del Salto. | Arquitectónicos - La ermita del Santo Niño de Plateros. - Telescopio. - Parroquia San Juan Bautista. - Casa de la Cultura. - Zona arqueológica Mesa del Venado. |

### Fiestas
Fiestas religiosas
- Día de la Santa Cruz: 3 de mayo.
- Fiesta en honor a la Virgen de Guadalupe: Del 4 al 12 de diciembre.
- Fiesta en honor a San Juan Bautista: Del 16 al 24 de junio.

Fiestas civiles
- Fiesta de la siembra: 12 y 13 de junio.
- Aniversario de la Independencia de México: 16 de septiembre.
- Fiesta del elote: 2 de octubre.
- Feria anual: Del 25 al 31 de diciembre.

## Personas destacadas
- Ramiro Bonilla Sierra, escritor
- Jorge Munguía Martínez, catedrático de la Universidad de Guadalajara
- Andrés Martín Rentería Martínez, arquitecto